# Величка епархия
 Тази статия е за историческата и православната титулярна епархия.  За римокатолическата титулярна вижте Величка епархия (Римокатолическа църква).  
Величката или Велицката епархия (на гръцки: Επισκοπή Βελίτσης; на македонска литературна норма: Величка епархија) е историческа православна епархия на Българската патриаршия, съществувала в IX - X век. По-късно епархията е титулярна епископия на Вселенската патриаршия, Българската екзархия и по-късно патриаршия, както и на каноничната Православната охридска архиепископия и неканоничната Македонската православна църква – Охридска архиепископия в Република Македония.

## История
Названието Велички (Величъскъ) е част от епископската титла на Свети Климент Охридски според неговото Пространно житие, дело на архиепископа на цяла България Теофилакт Охридски (1085 - 1107/8). Същиото название по отношение на диоцеза на Свети Климент се среща и Краткото житие на Свети Кирил Философ, както и на други места. Изследователите отъждествяват Велика с много селища - Тивериопол (Струмица), Велес и Битоля, река Велика. Търсена е в огромното пространство между Авлона и Солунския залив, а според някои е дори във Великоморавия. Според някои е между Филипопоп и Филипи, а в края на XX век се локализира в областта между западните Родопи и Солун. Според Иван Микулчич центърът на епархията е бил поречката Белица, около която има серия крепости - Миткороен, Кале на Столоватец и руините на голяма църква.
В средата на ΧΙΧ век Вселенската патриаршия възстановява титула Велички (Βελίτσης). Титулярният велички епископ Мелетий от 1855 до 1860 година е митрополитски наместник в Зворник. Наследилият титлата Паисий е наместник в Самоковската епархия (1860).
Българската екзархия възстановява титлата още със самото си създаване – в 1873 година архимандрит Серафим е ръкоположен за Велечки епископ и оттогава титлата е постоянно използвана от Българската православна църква.
Македонската православна църква също започва да използва титлата Велички – на 13 март 1966 година я дава на Методий. След Третия църковно-народен събор в Охрид (17 – 19 юли 1967 г.), на който е самопровъзгласена автокефалията на Македонската православна церква, на 18 юли 1967 година с решение на Синода Методий е назначен за управляващ епископ на Величката епархия с катедра в Охрид. На 17 октомври 1968 година епархията е прекръстена на Дебърско-Кичевска митрополия.

## Епископи
Епископи на Българската архиепископия
| Име              | Управление       |
| ---------------- | ---------------- |
| Климент Охридски | 893 – 27 юли 916 |

Титулярни епископи на Вселенската патриаршия (Βελίτσης)
| Име                 | Име      | Управление                       |
| ------------------- | -------- | -------------------------------- |
| Мелетий             | Μελέτιος | 25 юли 1854 – 11 януари 1860     |
| Паисий              | Παϊσιος  | 25 януари 1860 – 12 ноември 1860 |
| Даниил (Кефалианос) | Δανιήλ   | 14 ноември 1870 – 7 март 1875    |

Титулярни епископи на Българската екзархия и патриаршия (Велечки, Велички)
| Име                   | Управление                        |
| --------------------- | --------------------------------- |
| Серафим (Кинов)       | 1873 – април 1873                 |
| Партений (Иванов)     | септември 1875 – 26 януари 1892   |
| Методий (Кусев)       | 24 април 1894 – 14 юли 1896       |
| Неофит (Караабов)     | 21 юни 1909 – 12 октомври 1914    |
| Иларион (Арабаджиев)  | 25 ноември 1917 – 11 юни 1922     |
| Михаил (Чавдаров)     | 28 април 1924 – 3 април 1927      |
| Андрей (Петков)       | 20 април 1929 – 4 юли 1963        |
| Панкратий (Дончев)    | 18 декември 1966 – 12 юли 1967    |
| Филарет (Игнатов)     | 30 юни 1968 – 2 май 1971          |
| Калиник (Александров) | 6 декември 1971 – 10 ноември 1974 |
| Йоаникий (Неделчев)   | 20 април 1975 – 23 март 1980      |
| Йосиф (Босаков)       | 7 декември 1980 – 17 април 1986   |
| Галактион (Табаков)   | 6 юли 1986 – 20 февруари 2000     |
| Сионий (Радев)        | 24 март 2007 –                    |

Титулярни епископи на Православната охридска архиепископия (Велички)
| Име               | Управление                   |
| ----------------- | ---------------------------- |
| Йоаким (Йовчески) | 23 май 2003 – 16 август 2004 |

Титулярни епископи на Македонската православна църква (Велички)
| Име       | Управление                          |
| --------- | ----------------------------------- |
| Методий   | 13 март 1966 – 17 октомври 1968     |
| Гавриил   | 28 август 1989 – 12 януари 1990     |
| Агатангел | 12 юли 1998 – 13 февруари 2000      |
| Методий   | 22 април 2005 – 22 юни 2006         |
| Йосиф     | 7 октомври 2012 – 17 септември 2013 |
| Никола    | 21 януари 2024                      |